# Aukcja Vickreya
Aukcja Vickreya, także przetarg Vickreya – technika aukcyjna polegająca na złożeniu przez zainteresowanych nabyciem danego dobra ofert cenowych, które nie są podawane do wiadomości publicznej. Aukcję wygrywa ten, kto złożył najwyższą ofertę, ale płaci tyle, ile zaproponowała następna w kolejności osoba. Będące przedmiotem przetargu dobro jest zatem kupowane za drugą w kolejności − po najwyższej − zaoferowaną cenę. Stąd technika ta nazywana bywa także techniką drugiej ceny.
System ten został opracowany przez ekonomistę Williama Vickreya i po raz pierwszy opisany przez niego w 1961 roku. W praktyce zaczęto go stosować w latach 70. XX wieku. Zdaniem Vickreya taki sposób przeprowadzania aukcji pozwala na ujawnienie rzeczywistej ceny, jaką są w stanie zapłacić nabywcy.
W Polsce pierwszą aukcję sztuki w systemie Vickreya przeprowadził w 1997 roku Dom Aukcyjny Rempex.